# Ventforet Kofu
Ventforet Kofu (Japans: ヴァンフォーレ甲府, Vanfōre Kōfu) is een Japanse club die uitkomt in de J-League. De thuisbasis van de club is het Kose Sports Stadium in Kofu.

## Geschiedenis
Ventforet Kofu werd opgericht in 1965 als Kofu Soccer Club. De club is in de historie geen bedrijfsteam geweest en speelde vanaf 1972 een bescheiden rol in de tweede Japanse voetbalcompetities.
De club had plannen om te zijner tijd toe te treden tot de J-League en veranderde in 1995 ook haar naam in Ventforet Kofu. Ventforet komt van de Franse woorden vent en forêt wat wind en bos betekent. Het verwijst naar een beroemde Japanse veldheer Shingen Takeda die in de 16e eeuw leefde en de leus Fuu-Rin-Ka-Zan (風林火山) gebruikte voor zijn veldslagen wat zoveel betekent als zo vluchtig als de wind, zo stil als de bossen, zo intens als vuur en zo standvastig als een berg.
In 1999 trad de club toe tot de J-League 2 maar de club was verre van succesvol. Het eindigde in de eerste moeilijke jaren als laatste en werd geplaagd door financiële problemen. In 2002 klom de ploeg wat omhoog en promoveerde in 2005 zelfs naar de J-League door middel van de gewonnen play-offs tegen Kashiwa Reysol. Zo kwam een einde aan een verblijf van 34 jaar in de op een na hoogste divisies in Japan. In de J1 handhaafde het zich ternauwernood in 2006 maar in 2007 had het minder geluk en degradeerde Ventforet naar de J2.

## Erelijst

### J-League 2
- Promotie in 2005 (3e plaats, gewonnen play-offs)

### Emperor's Cup
- Winnaar in 2022

## Eindklasseringen
- Eerst wordt de positie in de eindranglijst vermeld, daarna het aantal teams in de competitie van het desbetreffende jaar. Voorbeeld 1/18 betekent plaats 1 van 18 teams in totaal.

| Jaar | J1    | J2    |
| ---- | ----- | ----- |
| 1999 |       | 10/10 |
| 2000 |       | 11/11 |
| 2001 |       | 12/12 |
| 2002 |       | 7/12  |
| 2003 |       | 5/12  |
| 2004 |       | 7/12  |
| 2005 |       | 3/12  |
| 2006 | 15/18 |       |
| 2007 | 17/18 |       |

## Bekende (oud-)spelers
- Naotake Hanyu
- Takafumi Ogura
- Kentaro Hayashi
- Teruyoshi Ito
- Daisuke Ichikawa
- Koki Mizuno
- Mike Havenaar
- Billy Celeski
- Irfan Bachdim
- Ovidiu Burcă
- José Ortigoza